# Два дні із життя Віктора Кінгісеппа
«Два дні із життя Віктора Кінгісеппа» («Kaks päeva Viktor Kingissepa elust») — радянський телефільм 1980 року, знятий режисером Тинісом Каском на студії «Естонський телефільм».

## Сюжет
Фільм про естонського професійного активіста Віктора Кінгісеппа (1888—1922).

## У ролях
- Юрі Крюков — Віктор Кінгісепп, більшовик, заступник голови Військово-революційного комітету
- Рейн Мальмстен — Іван Рабчинський, голова військово-революційного комітету
- Сулев Луйк — Вольдемар Вилман, голова Талліннської міської управи
- Хейно Селямаа — Ераст Мейстер, заступник голови Військово-революційного комітету
- Хейно Мандрі — Яан Поска, комісар Тимчасового уряду Естляндської губернії
- Теет Хансшмідт — Юрі Вільмс, редактор щоденної газети
- Юрі Ярвет — M. Санковський, начальник телефонної станції
- Іта Евер — мадам Ріттель
- Маті Клоорен — посильний
- Ендел Пярн — глава уряду громадського харчування
- Велло Руммо — громадянин Гретхенхаген
- Юрі Аарма — Яан Анвельт, голова Виконавчого комітету естонської ради
- Ааре Лаанеметс — державний службовець громадського харчування
- Олексій Захаров — епізод
- Урмас Кібуспуу — Август Махоні, начальник канцелярії провінційного комісара Естонії
- Яанус Нигісто — епізод
- Тину Кілгас — Ілля Фрунтов, представник ВМФ
- Марет Мурса-Торміс — Діза Міланова, секретар Військово-революційного комітету
- Тину Міківер — Ханс Бухельманн
- Болеслав Вейдебаум — епізод
- Віллу Тарі — офіцер з броньовиком
- Тене Руубель — Ельза Кінгісепп, дружина Віктора Кінгісеппа
- Мерле Тальвік — головна телефоністка
- Ріта Рааве — телефоністка
- Юрі Лумісте — Вакман
- Хендрік Тоомпере — Володимир Міланов, представник Сухопутних військ
- Наталія Маллеус — телефоністка
- Аксел Орав — епізод
- Ільмар Міккор — матрос
- Ханс Калдоя — епізод
- Ееро Спрійт — епізод
- Паул Лаасік — вартовий
- Аго Роо — вартовий
- Фелікс Карк — військові моряки
- Майла Рястас — дівчина готелю
- Лембо Мягі — вартовий
- Урмас Рейтелманн — знайомий Вільямса
- Райво Сувісте — кухар у готелі
- Енн Краам — секретар засідання виконавчого комітету
- Кирило Лавров — Володимир Ілліч Ленін, закадровий голос

## Знімальна група
- Режисер — Тиніс Каск
- Сценарист — Айгар-Леопольд Вахеметса
- Оператори — Антон Мутт, Майдо Мадісон
- Композитор — Лепо Сумера
- Художник — Халья Клаар